# كريستينا فرنانديز دي كيرشنر
كريستينا إليزابيت فرنانديز دي كيرشنر (بالإسبانية: Cristina Fernández de Kirchner)‏ (مواليد 19 فبراير 1953)، غالبًا ما يشار إليها بالأحرف الأولى من اسمها، هي محامية وسياسية أرجنتينية شغلت منصب نائب رئيس الأرجنتين منذ عام 2019. شغلت سابقًا منصب الرئيس الحادي والخمسين للأرجنتين منذ عام 2007 وحتى عام 2015، وكانت السيدة الأولى خلال مدة حكم زوجها نيستور كيرشنر. كانت ثالث امرأة تشغل منصب نائب الرئيس الأرجنتيني، وثاني امرأة تتولى منصب الرئاسة، وأول رئيسة منتخبة مباشرة، وأول امرأة أعيد انتخابها لهذا المنصب. من الناحية الأيديولوجية، تعرّف نفسها على أنها بيرونية، واشتراكية ديمقراطية من يسار الوسط الأرجنتيني، مع نهجها السياسي المسمى الكيرتشنرية.
ولدت في لا بلاتا، محافظة بوينس آيرس، ودرست القانون في جامعة لا بلاتا، وانتقلت إلى باتاغونيا مع زوجها نيستور كيرشنر بعد التخرج. انتخِبت لعضوية المجلس التشريعي الإقليمي، وانتخِب زوجها عمدةً لمدينة ريو غاليغوس. انتخِبت سيناتورًا وطنيًا في عام 1995، وكانت فترة ولايتها مثيرةً للجدل، بينما انتخِب زوجها حاكمًا لمقاطعة سانتا كروز. في عام 1994 انتخِبت أيضًا لعضوية الجمعية التأسيسية التي عدلت دستور الأرجنتين. كانت السيدة الأولى منذ عام 2003 وحتى عام 2007 بعد انتخاب زوجها رئيسًا.
لم يرشح نيستور كيرشنر نفسه لإعادة انتخابه. ترشحت زوجته بدلًا منه عن حزب جبهة النصر، وأصبحت رئيسة البلاد في الانتخابات الرئاسية لعام 2007. بدأت فترة ولايتها الأولى بصراع مع القطاع الزراعي، ورُفض نظام الضرائب الذي اقترحته. بعد ذلك أممت صناديق التقاعد الخاصة، وأقالت رئيس البنك المركزي. ظلت أسعار الخدمات العامة مدعومة، وفقدت الدولة إمداداتها الذاتية من الطاقة، ونتيجة لذلك أعادت تأميم شركة واي بي إف للطاقة. كان للبلاد علاقات جيدة مع دول أمريكا الجنوبية الأخرى، وقطعت العلاقات مع الكتلة الغربية، وهي حركة محلية تعرف باسم المد الوردي. واصلت سياسات زوجها في حقوق الإنسان، وكانت علاقتها بالصحافة مضطربة. توفي نيستور كيرشنر في عام 2010، وأعيد انتخابها لاحقًا في عام 2011. وضعت ضوابط على العملة خلال فترة ولايتها الثانية، ودخلت البلاد فيما يعرف بالإفلاس السيادي عام 2014، بعد التخلف عن سداد الديون.
خلال فترتي رئاستها، وقعت العديد من فضائح الفساد، وبعد ذلك واجهت حكومتها عدة مظاهرات ضد حكمها. وجِهت إليها تهمة الاحتيال لبيعها عقود الدولار الآجلة بأسعار منخفضة، ووجهت إليها تهمة عرقلة التحقيق في تفجير آميا عام 1994. في عام 2017 صدرت مذكرة توقيف بحق فرنانديز دي كيرشنر بتهمة الخيانة بعد ظهور أدلة أخرى تظهر أن الاتفاقية الموقعة بين حكومتها وإيران تضمنت سرًا عدم معاقبة الإيرانيين المتورطين في الهجوم الإرهابي. لم تدخل السجن بسبب حصانتها البرلمانية. في عام 2018 وجهت إليها أيضًا تهمة الفساد إذ قيل إن إدارتها قبلت رشاوى مقابل عقود أشغال عامة. في 30 سبتمبر 2020، أكدت محكمة النقض الجنائية الفيدرالية محاكمة كيرشنر بتهمة الفساد، فحكمت بعدم قبول اعتراضات الرئيس السابق.

## الحياة السياسية
انتخِبت كريستينا كيرشنر نائبة للهيئة التشريعية الإقليمية لسانتا كروز في عام 1989. عاد حزب العدلي، بقيادة كارلوس منعم، إلى الرئاسة في الانتخابات العامة لعام 1989. شغلت منصب الحاكم المؤقت لسانتا كروز لمدة يومين، بعد إقالة ريكاردو ديل فال في عام 1990. نظمت حملة نيستور السياسية عندما انتخِب حاكمًا لسانتا كروز في عام 1991. في عام 1994 انتخِبت لعضوية الجمعية التأسيسية التي عدلت دستور الأرجنتين.
انتخِبت سيناتورًا وطنيًا في الانتخابات العامة التي جرت عام 1995. عارضت بعض مشاريع القوانين التي اقترحها منعم، مثل معاهدة مع الرئيس التشيلي باتريسيو أيلوين والتي أفادت تشيلي في النزاع على الحدود بين الأرجنتين وتشيلي. استجوِب وزير الدفاع أوسكار كاميليون في الكونغرس بشأن فضيحة تهريب الأسلحة في الأرجنتين؛ أخبرته كيرشنر أن عليه الاستقالة، وهو ما رفضه. نتيجة لذلك، صنعت لنفسها سمعةً باعتبارها مثيرةً للمشاكل. عُزِلت من كتلة الحزب العدلي في الكونغرس في عام 1997 لسوء السلوك. استقالت من مقعدها في مجلس الشيوخ في ذلك العام وترشحت لمنصب نائب وطني في انتخابات التجديد النصفي لعام 1997 بدلًا من ذلك. أنهى منعم فترة ولايته عام 1999 وحل محله فرناندو دي لاروا. شاركت فرنانديز دي كيرشنر في لجنة للتحقيق في غسيل الأموال مع زميلتها المشرعة إليسا كاريو، ودخلت معها في صراعات. ترشحت مرة أخرى لعضو مجلس الشيوخ في انتخابات التجديد النصفي لعام 2001.
انتخِب نيستور كيرشنر رئيسًا في عام 2003، وأصبحت كريستينا السيدة الأولى. في ظل هذه الظروف، سعت إلى الحصول على مكانة أدنى في الكونغرس. كان زوجها على خلاف سياسي مع الرئيس السابق إدواردو دوالده. استمر النزاع بينهما خلال انتخابات التجديد النصفي لعام 2005. في غياب الإجماع في الحزب العدلي على مرشح واحد لعضو مجلس الشيوخ عن مقاطعة بوينس آيرس، رشح كلا الزعيمين زوجتيهما للمنصب: هيلدا غونزاليس دي دوالده عن الحزب العدلي، وكريستينا فرنانديز دي كيرشنر عن جبهة النصر.

## الحملات الرئاسية

### الحملة الرئاسية عام 2007
أجريت الانتخابات الرئاسية في 28 أكتوبر 2007. أظهرت جميع استطلاعات الرأي قبل الانتخابات تقدم كيرشنر بفارق كبير، لذلك ركز منافسوها على إجبارها على انتخابات الدور الثاني. للفوز في جولة واحدة، يحتاج المرشح الرئاسي في الأرجنتين إما إلى أكثر من 45% من الأصوات، أو 40% من الأصوات، ويتقدم بأكثر من 10 نقاط مئوية عن المركز الثاني. ومع ذلك، مع تقسيم الأصوات بين 13 متنافسًا، فازت كيرشنر في الانتخابات بشكل حاسم في الجولة الأولى بأكثر من 45% من الأصوات، مقارنة بنحو 23% لإليسا كاريو (مرشحة التحالف المدني)، و17% لوزير الاقتصاد السابق روبرتو لافانيا. تمتعت كيرشنر بشعبية بين الطبقة العاملة في الضواحي وفقراء الريف، بينما تلقى كل من كاريو ولافانيا دعمًا أكبر من الطبقة الوسطى الحضرية. خسر كيرشنر الانتخابات في مدينتي بوينس آيرس وروساريو الكبيرتين.
في 14 نوفمبر أعلنت الرئيسة المنتخبة أسماء حكومتها الجديدة، التي أدت اليمين في 10 ديسمبر. من بين الوزراء الإثني عشر المعينين، كان سبعة وزراء في حكومة نيستور كيرشنر، بينما تولى الخمسة الآخرون مناصبهم للمرة الأولى. وتوقعت الاختيارات استمرار السياسات التي نفذها نيستور كيرشنر.
بدأت ولاية مدتها أربع سنوات في 10 ديسمبر 2007، وواجهت تحديات تشمل: التضخم، وضعف الأمن العام، والمصداقية الدولية، وعيوب البنية التحتية للطاقة، واحتجاجات من القطاعات الزراعية على زيادة تقارب 30% على ضرائب الصادرات. كانت فرنانديز دي كيرشنر ثاني رئيسة للأرجنتين، بعد إيزابيل مارتينيز دي بيرون، ولكن وعلى عكس بيرون، انتخِبت لمنصبها، في حين انتخِبت إيزابيل بيرون نائبة الرئيس لخوان بيرون، وتولت الرئاسة تلقائيًا بعد وفاته. كان الانتقال من نيستور كيرشنر إلى كريستينا فرنانديز دي كيرشنر أيضًا المرة الأولى التي يُستبدل فيها برئيس دولة ديمقراطي زوجته دون وفاة أي منهما. ظل مؤثرًا للغاية خلال فترة حكم زوجته، فأشرف على الاقتصاد وقاد الحزب العدلي. جرت مقارنة زواجهما بزواج خوان وإيفا بيرون، وبيل وهيلاري كلينتون. اشتبه مراقبو وسائل الإعلام في أن السيد كيرشنر تنحى عن منصبه كرئيس للالتفاف على المدة المحددة، وتبادل الأدوار مع زوجته.

### الحملة الرئاسية عام 2011
عندما رفض نيستور كيرشنر الترشح لإعادة الانتخاب في عام 2007 واقترح زوجته بدلًا منه، ترددت شائعات أنه يمكن أن يتناوبا على الرئاسة للاثني عشر عامًا التالية للتحايل على الحد الدستوري لفترتين متتاليتين. على أساس هذا السيناريو كان على كريستينا ترك منصبها لصالح نيستور في عام 2011، على أن يعيد نيستور ترشيحها لجبهة النصر عام 2015. بوفاة نيستور كيرشنر في عام 2010 خرجت هذه الخطة عن مسارها. انخفضت صورتها الإيجابية إلى أقل من 30%. في 21 يونيو 2011 أعلنت ترشحها لولاية ثانية كرئيسة. بعد أيام قليلة، أعلنت أن وزيرها الاقتصادي أمادو بودو رشح نفسه لمنصب نائب الرئيس على قائمة ترشيحها. اختارت بنفسها معظم المرشحين لمنصب نائب في الكونغرس، وفضلت أعضاء الكامبورا.
جرت الانتخابات في 23 أكتوبر. أعيد انتخابها بنسبة 54% من الأصوات، تلاها الاشتراكي هيرميس بينر بفارق 37 نقطة. انقسمت المعارضة بين عدة مرشحين وهيمن الازدهار الاقتصادي المتصور على مخاوف الناخبين بشأن الفساد والمحسوبية. كانت أكبر نسبة فوز في الانتخابات الوطنية منذ عام 1983. فاز الحزب البيروني أيضًا بثماني انتخابات من أصل تسعة لانتخابات الحاكم التي أجريت في ذلك اليوم، وزاد عدد أعضائه في مجلس الشيوخ، وحصل على الأغلبية في مجلس النواب، بما في ذلك عدد المشرعين اللازمين للنصاب القانوني. خسروا تلك الأغلبية في انتخابات عام 2009. دعت الأطفال على خشبة المسرح خلال الاحتفالات، وعزف نائب الرئيسة أمادو بودو على الغيتار الكهربائي. ألقت خطابًا تصالحيًا كما فعلت في عام 2007.

## إصابتها بالسرطان
أعلنت الحكومة عن إصابة كرستينا فيرنانديز بسرطان الغدة الدرقية إثر فحوصات عادية في 22 ديسمبر 2011 وأنها سوف تخضع لعملية جراحية في 4 يناير 2012. ولكن بعد إجراء العملية الجراحية اكتشف الأطباء أن الورم لا يحتوي على خلايا سرطانية.

## محاولة اغتيالها
تعرضت فرنانديز لمحاولة اغتيال في 1 سبتمبر 2022، حين حاول شاب برازيلي مقيم في الأرجنتين إطلاق النار عليها مباشرةً، إلا أن المسدس قد تعطل وجرى القبض عليه فورًا.

## روابط خارجية
- كريستينا فرنانديز دي كيرشنر على موقع IMDb (الإنجليزية)
- كريستينا فرنانديز دي كيرشنر على موقع الموسوعة البريطانية (الإنجليزية)
- كريستينا فرنانديز دي كيرشنر على موقع مونزينجر (الألمانية)
- كريستينا فرنانديز دي كيرشنر على موقع ميوزك برينز (الإنجليزية)
- كريستينا فرنانديز دي كيرشنر على موقع إن إن دي بي (الإنجليزية)
- كريستينا فرنانديز دي كيرشنر على موقع قاعدة بيانات الفيلم (الإنجليزية)
- كريستينا فرنانديز دي كيرشنر على موقع كينوبويسك (الروسية)